# Belarussischer Fußballpokal 2022/23
Der Belarussische Fußballpokal 2022/23 war die 32. Austragung des belarussischen Pokalwettbewerbs der Männer.
Pokalsieger wurde FK Tarpeda-BelAS Schodsina, der sich im Finale gegen BATE Baryssau durchsetzte.

## Modus
Im Gegensatz zur Liga wurde der Pokal im Herbst-Frühjahr-Rhythmus ausgetragen. Bis zum Achtelfinale wurden die Begegnungen in einem Spiel ausgetragen. Bei unentschiedenem Ausgang wurde zur Ermittlung des Siegers eine Verlängerung gespielt. Stand danach kein Sieger fest, folgte ein Elfmeterschießen. Ab dem Viertelfinale wurden die Sieger in Hin- und Rückspiel ermittelt. Der Pokalsieger qualifizierte sich für die UEFA Europa Conference League.

## Teilnehmende Teams
| Wyschejschaja Liha (16) | Wyschejschaja Liha (16) | Perschaja Liha (12) | Perschaja Liha (12) |
| --- | --- | --- | --- |
| - Arsenal Dsjarschynsk - BATE Baryssau - Belschyna Babrujsk - FK Dinamo Brest - Dnjapro Mahiljou - FK Enerhetyk-BDU Minsk - FK Homel - FK Njoman Hrodna | - FK Islatsch - FK Minsk - FK Dinamo Minsk - FK Schachzjor Salihorsk - FK Slawija-Masyr - FK Sluzk - FK Tarpeda-BelAS Schodsina - FK Wizebsk | - FK Assipowitschy - FK Astrawez - FK Baranawitschy - FK Lokomotiv Homel - FK Lida - FK Maladsetschna-2018 | - FK Maxline Rahatschou - Naftan Nawapolazk - FK Orscha - FK Slonim-2017 - FK Smarhon - FK Wolna Pinsk |
| Druhaja Liha (74) | | | |
| - Adsinstwa Dsjarschynsk - FK Atlant Kobryn - FK Berasino - FK Bobownja - FK DJuSSCH-2 Retschyza - FK Drahitschyn - FK Enerhetyk-BDATU Minsk - Euraekspart Wyssokaje - Fakel Nawahrudak - FK Falko Tscharkassy - FK Gasawik Wizebsk - Haradozkija Lwy - Hranit-Ahra Dsjatlawa - FK Hranit Mikaschewitschy - FK Horki - FSK Hrodnenski Skidsel - Iput DJuSSCH Dobrusch - FK Iwanawa - FK Iwazewitschy | - FSK Kirowsk - FK Klezk - FK Krasnapolle - FK Kretschat Bjarosa - FK Kronan Stoubzy - FK Krumkatschy Minsk - FK Krupki-DRBU-164 - FK Kolas Tscherwen - FK Lepel - FK Ljashas Homel - FK Luninez - FK Malaryta - FK Masty - MNPS Masyr - FK Maxline Rahatschou - BDU Minsk - FK Mjory - Nadseja Baranawitschy - FK Nywa Dolbizno | - FK Nywa Talatschyn - Nywa Tschawussy - Njoman Belcard Hrodna - Nowaja Pripjat Alschany - Paperpram Homel - Partizan Salihorsk - FK Pastawy - FK Polazk-2019 - Respekt Starobin - Sarja Kruhlaje - FK Schodsina Paudnjowaje - FK Schlobin - FK Schtschutschyn - FK Sjanno - Sjerabranka Minsk - FK Slonim City - Smena Waukawysk - FK Sosch Krytschau | - Spartak Schklou - Spartak Sluzk - FK Stanles Pinsk - FK Staryja Darohi - DJuSSch Stolin - FK Swetlahorsk - FK Swislatsch - FK Tschajka Selwa - FK Tarpeda Minsk - Traktor Minsk - FK Uni Minsk - FSK Uradschajnaja - FK Usda - Wertikal Kalinkawitschy - DJuSSch Wetka - Wiktorija Marjina Horka - Weles-2000 Wizebsk - FK Wilija Wilejka |
| Amatarskaja Liha (1) | | | |
| Technolog BGUT Mahiljou | | | |

## Vorrunde
Teilnehmer waren 74 Drittligisten und ein Amateurverein.
Die Paarungen wurden nach Regionen bestimmt.
| Datum                      |                              | Ergebnis              |                                 |
| -------------------------- | ---------------------------- | --------------------- | ------------------------------- |
| 00000000000Region Brest    |                              |                       |                                 |
| 30.04.2022                 | Nadseja Baranawitschy (III)  | 1:4                   | Nowaja Pripjat Alschany (III)   |
| 30.04.2022                 | FK Kretschat Bjarosa (III)   | 03:0 1                | FK Hranit Mikaschewitschy (III) |
| 30.04.2022                 | FK Nywa Dolbizno (III)       | 4:0                   | FK Luninez (III)                |
| 30.04.2022                 | FK Iwanawa (III)             | 2:3                   | FK Drahitschyn (III)            |
| 01.05.2022                 | FK Iwazewitschy (III)        | 1:0                   | Euraekspart Wyssokaje (III)     |
| 01.05.2022                 | FK Atlant Kobryn (III)       | 1:4                   | FK Malaryta (III)               |
| 01.05.2022                 | DJuSSch Stolin (III)         | 0:5                   | FK Stanles Pinsk (III)          |
| 00000000000Region Wizebsk  |                              |                       |                                 |
| 30.04.2022                 | FK Mjory (III)               | 5:2                   | FK Pastawy (III)                |
| 30.04.2022                 | FK Sjanno (III)              | 4:1                   | FK Nywa Talatschyn (III)        |
| 01.05.2022                 | Haradozkija Lwy (III)        | 2:4                   | FK Gasawik Wizebsk (III)        |
| 01.05.2022                 | FK Lepel (III)               | 1:6                   | Weles-2000 Wizebsk (III)        |
|                            | FK Polazk-2019 (III)         | Freilos               |                                 |
| 00000000000Gebiet Homel    |                              |                       |                                 |
| 30.04.2022                 | FK Ljashas Homel (III)       | 5:0                   | FK Maxline Rahatschou (III)     |
| 30.04.2022                 | FK Schlobin (III)            | 3:1                   | FK Swetlahorsk (III)            |
| 30.04.2022                 | DJuSSch Wetka (III)          | 0:4                   | Wertikal Kalinkawitschy (III)   |
| 30.04.2022                 | Paperpram Homel (III)        | 17:10                 | Iput DJuSSCH Dobrusch (III)     |
| 30.04.2022                 | MNPS Masyr (III)             | 2:1                   | FK DJuSSCH-2 Retschyza (III)    |
| 00000000000Region Hrodna   |                              |                       |                                 |
| 30.04.2022                 | FK Tschajka Selwa (III)      | 1:0                   | Fakel Nawahrudak (III)          |
| 30.04.2022                 | FK Swislatsch (III)          | 6:4                   | Hranit-Ahra Dsjatlawa (III)     |
| 30.04.2022                 | Smena Waukawysk (III)        | 0:1                   | FSK Hrodnenski Skidsel (III)    |
| 01.05.2022                 | Njoman Belcard Hrodna (III)  | 9:1                   | FK Masty (III)                  |
| 01.05.2022                 | FK Schtschutschyn (III)      | 6:2 n. V.             | FK Slonim City (III)            |
| 00000000000Region Mahiljou |                              |                       |                                 |
| 30.04.2022                 | FK Krasnapolle (III)         | 03:0 2                | FSK Kirowsk (III)               |
| 30.04.2022                 | FK Horki (III)               | 8:1                   | Sarja Kruhlaje (III)            |
| 30.04.2022                 | FK Sosch Krytschau (III)     | 0:2                   | Technolog BGUT Mahiljou (IV)    |
| 01.05.2022                 | Spartak Schklou (III)        | 5:1                   | Nywa Tschawussy (III)           |
| 00000000000Gebiet Minsk    |                              |                       |                                 |
| 30.04.2022                 | FK Krupki-DRBU-164 (III)     | 00:3 3                | FK Bobownja (III)               |
| 30.04.2022                 | FK Wilija Wilejka (III)      | 1:5                   | FK Schodsina Paudnjowaje (III)  |
| 30.04.2022                 | FK Kolas Tscherwen (III)     | 1:1 n. V. (4:5 i. E.) | Partizan Salihorsk (III)        |
| 30.04.2022                 | Adsinstwa Dsjarschynsk (III) | 4:0                   | FK Usda (III)                   |
| 30.04.2022                 | FK Berasino (III)            | 2:1                   | FK Klezk (III)                  |
| 01.05.2022                 | FK Kronan Stoubzy (III)      | 2:5 n. V.             | Wiktorija Marjina Horka (III)   |
| 01.05.2022                 | FK Staryja Darohi (III)      | 1:0                   | Respekt Starobin (III)          |
| 11.05.2022                 | Spartak Sluzk (III)          | 3:1 n. V.             | FK Falko Tscharkassy (III)      |
| 00000000000Minsk           |                              |                       |                                 |
| 30.04.2022                 | Sjerabranka Minsk (III)      | 00:3 4                | FK Tarpeda Minsk (III)          |
| 01.05.2022                 | FK Krumkatschy Minsk (III)   | 5:1                   | FK Enerhetyk-BDATU Minsk (III)  |
| 01.05.2022                 | BDU Minsk (III)              | 1:2                   | FK Uni Minsk (III)              |
| 05.05.2022                 | FSK Uradschajnaja (III)      | 1:2                   | Traktor Minsk (III)             |

## 1. Qualifikationsrunde
Die Paarungen wurden nach Regionen bestimmt. (Ein Verein der Region Brest spielte gegen ein Verein der Region Hrodna.)
| Datum                      |                                | Ergebnis  |                               |
| -------------------------- | ------------------------------ | --------- | ----------------------------- |
| 00000000000Region Brest    |                                |           |                               |
| 15.05.2022                 | FK Iwazewitschy (III)          | 3:7       | FK Nywa Dolbizno (III)        |
| 15.05.2022                 | FK Malaryta (III)              | 1:0       | FK Kretschat Bjarosa (III)    |
| 15.05.2022                 | FK Stanles Pinsk (III)         | 2:0       | Nowaja Pripjat Alschany (III) |
| 00000000000Region Wizebsk  |                                |           |                               |
| 15.05.2022                 | FK Sjanno (III)                | 4:5 n. V. | FK Mjory (III)                |
| 15.05.2022                 | FK Gasawik Wizebsk (III)       | 1:0       | Weles-2000 Wizebsk (III)      |
|                            | FK Polazk-2019 (III)           | Freilos   |                               |
| 00000000000Gebiet Homel    |                                |           |                               |
| 14.05.2022                 | Paperpram Homel (III)          | 3:1       | FK Ljashas Homel (III)        |
| 15.05.2022                 | Wertikal Kalinkawitschy (III)  | 0:4       | MNPS Masyr (III)              |
|                            | FK Schlobin (III)              | Freilos   |                               |
| 00000000000Region Hrodna   |                                |           |                               |
| 15.05.2022                 | FK Schtschutschyn (III)        | 2:1 n. V. | FSK Hrodnenski Skidsel (III)  |
| 15.05.2022                 | FK Swislatsch (III)            | 3:1       | FK Tschajka Selwa (III)       |
| 15.05.2022                 | FK Drahitschyn (III)           | 0:2       | Njoman Belcard Hrodna (III)   |
| 00000000000Region Mahiljou |                                |           |                               |
| 15.05.2022                 | Technolog BGUT Mahiljou (IV)   | 3:0       | FK Krasnapolle (III)          |
| 15.05.2022                 | Spartak Schklou (III)          | 2:6       | FK Horki (III)                |
| 00000000000Gebiet Minsk    |                                |           |                               |
| 15.05.2022                 | FK Schodsina Paudnjowaje (III) | 9:1       | FK Berasino (III)             |
| 15.05.2022                 | FK Bobownja (III)              | 3:0       | Partizan Salihorsk (III)      |
| 15.05.2022                 | Spartak Sluzk (III)            | 0:2       | Adsinstwa Dsjarschynsk (III)  |
| 15.05.2022                 | FK Staryja Darohi (III)        | 2:1 n. V. | Wiktorija Marjina Horka (III) |
| 00000000000Minsk           |                                |           |                               |
| 14.05.2022                 | FK Uni Minsk (III)             | 5:4       | FK Tarpeda Minsk (III)        |
| 15.05.2022                 | Traktor Minsk (III)            | 0:5       | FK Krumkatschy Minsk (III)    |

## 2. Qualifikationsrunde
Teilnehmer waren die 20 Sieger der ersten Qualifikationsrunde und 12 Zweitligisten. Die unterklassigen Teams hatten Heimrecht.
| Datum      |                              | Ergebnis              |                                |
| ---------- | ---------------------------- | --------------------- | ------------------------------ |
| 28.05.2022 | FK Bobownja (III)            | 2:3                   | FK Lokomotiv Homel (II)        |
| 28.05.2022 | FK Malaryta (III)            | 1:2                   | FK Astrawez (II)               |
| 28.05.2022 | MNPS Masyr (III)             | 0:1                   | FK Orscha (II)                 |
| 28.05.2022 | FK Stanles Pinsk (III)       | 3:2                   | FK Schlobin (III)              |
| 28.05.2022 | FK Schtschutschyn (III)      | 2:5                   | FK Smarhon (II)                |
| 28.05.2022 | FK Horki (III)               | 1:2                   | FK Baranawitschy (II)          |
| 28.05.2022 | Paperpram Homel (III)        | 0:1                   | FK Maladsetschna (II)          |
| 28.05.2022 | Njoman Belcard Hrodna (III)  | 1:6                   | FK Schodsina Paudnjowaje (III) |
| 28.05.2022 | FK Uni Minsk (III)           | 0:4                   | Naftan Nawapolazk (II)         |
| 28.05.2022 | Technolog BGUT Mahiljou (IV) | 3:0                   | FK Mjory (IIi)                 |
| 29.05.2022 | Adsinstwa Dsjarschynsk (III) | 0:2                   | FK Gasawik Wizebsk (II)        |
| 29.05.2022 | FK Nywa Dolbizno (III)       | 1:1 n. V. (3:5 i. E.) | FK Lida (II)                   |
| 29.05.2022 | FK Polazk-2019 (III)         | 0:9                   | BK Maxline Rahatschou (II)     |
| 29.05.2022 | FK Krumkatschy Minsk (III)   | 4:3                   | FK Slonim-2017 (II)            |
| 29.05.2022 | FK Staryja Darohi (III)      | 1:2                   | FK Assipowitschy (II)          |
| 29.05.2022 | FK Swislatsch (III)          | 0:9                   | FK Wolna Pinsk (II)            |

## 1. Runde
Teilnehmer waren die 16 Sieger der zweiten Qualifikationsrunde und die 16 Mannschaften der Wyschejschaja Liha 2022. Die unterklassigen Teams hatten Heimrecht.
| Datum      |                                | Ergebnis              |                                |
| ---------- | ------------------------------ | --------------------- | ------------------------------ |
| 22.06.2022 | FK Wolna Pinsk (II)            | 2:2 n. V. (4:5 i. E.) | FK Dinamo Minsk (I)            |
| 22.06.2022 | FK Lokomotiv Homel (II)        | 0:1                   | FK Dinamo Brest (I)            |
| 22.06.2022 | FK Baranawitschy (II)          | 1:3 n. V.             | FK Enerhetyk-BDU Minsk (I)     |
| 22.06.2022 | FK Assipowitschy (II)          | 1:3                   | FK Njoman Hrodna (I)           |
| 22.06.2022 | FK Gasawik Wizebsk (III)       | 0:5                   | Dnjapro Mahiljou (I)           |
| 22.06.2022 | FK Astrawez (II)               | 1:2                   | FK Schachzjor Salihorsk (I)    |
| 22.06.2022 | FK Krumkatschy Minsk (III)     | 0:3                   | FK Islatsch (I)                |
| 22.06.2022 | FK Smarhon (II)                | 1:3                   | FK Sluzk (I)                   |
| 22.06.2022 | FK Stanles Pinsk (II)          | 1:2                   | BATE Baryssau (I)              |
| 22.06.2022 | Naftan Nawapolazk (II)         | 0:1                   | FK Minsk (I)                   |
| 22.06.2022 | FK Maxline Rahatschou (II)     | 2:3 n. V.             | FK Wizebsk (I)                 |
| 22.06.2022 | FK Orscha (II)                 | 1:3                   | FK Homel (I)                   |
| 22.06.2022 | FK Lida (II)                   | 1:3                   | Arsenal Dsjarschynsk (I)       |
| 22.06.2022 | Technolog BGUT Mahiljou (IV)   | 2:4                   | Belschyna Babrujsk (I)         |
| 22.06.2022 | FK Schodsina Paudnjowaje (III) | 0:2                   | FK Tarpeda-BelAS Schodsina (I) |
| 22.06.2022 | FK Maladsetschna-2018 (II)     | 0:3                   | FK Slawija-Masyr (I)           |

## Achtelfinale
| Datum      |                                | Ergebnis              |                             |
| ---------- | ------------------------------ | --------------------- | --------------------------- |
| 30.07.2022 | FK Njoman Hrodna (I)           | 2:1                   | Arsenal Dsjarschynsk (I)    |
| 30.07.2022 | FK Tarpeda-BelAS Schodsina (I) | 1:0                   | FK Islatsch (I)             |
| 30.07.2022 | FK Dinamo Brest (I)            | 1:1 n. V. (1:2 i. E.) | FK Wizebsk (I)              |
| 31.07.2022 | Dnjapro Mahiljou (I)           | 0:2                   | FK Slawija-Masyr (I)        |
| 18.11.2022 | FK Homel (I)                   | 0:0 n. V. (5:6 i. E.) | Belschyna Babrujsk (I)      |
| 26.11.2022 | FK Sluzk (I)                   | 1:0                   | FK Dinamo Minsk (I)         |
| 26.11.2022 | FK Enerhetyk-BDU Minsk (I)     | 0:2                   | BATE Baryssau (I)           |
| 26.11.2022 | FK Minsk (I)                   | 1:2                   | FK Schachzjor Salihorsk (I) |

## Viertelfinale
| Datum             |                                | Gesamt          |                             | Hinspiel | Rückspiel |
| ----------------- | ------------------------------ | --------------- | --------------------------- | -------- | --------- |
| 04.03./11.03.2023 | FK Tarpeda-BelAS Schodsina (I) | 2:2 (5:3 i. E.) | FK Schachzjor Salihorsk (I) | 2:1      | 0:1       |
| 04.03./11.03.2023 | Belschyna Babrujsk (I)         | 00:10           | BATE Baryssau (I)           | 0:5      | 0:5       |
| 05.03./12.03.2023 | FK Slawija-Masyr (I)           | 2:1             | FK Sluzk (I)                | 2:0      | 0:1       |
| 05.03./12.03.2023 | FK Wizebsk (I)                 | 1:2             | FK Njoman Hrodna (I)        | 0:0      | 1:2       |

## Halbfinale
| Datum             |                      | Gesamt          |                                | Hinspiel | Rückspiel |
| ----------------- | -------------------- | --------------- | ------------------------------ | -------- | --------- |
| 18.04./10.05.2023 | FK Slawija-Masyr (I) | 0:1             | FK Tarpeda-BelAS Schodsina (I) | 0:1      | 0:0       |
| 19.04./10.05.2023 | FK Njoman Hrodna (I) | 1:1 (4:5 i. E.) | BATE Baryssau (I)              | 1:1      | 0:0 n. V. |

## Finale
| Paarung                    | BATE Baryssau – FK Tarpeda-BelAS Schodsina |
| Ergebnis                   | 0:2 (0:1) |
| Datum                      | 28. Mai 2023 |
| Stadion                    | Dinamo-Stadion, Minsk |
| Zuschauer                  | 21.058 |
| Schiedsrichter             | Aljaksej Kulbakou |
| Tore                       | 0:1 Walerij Garbatschyk (17.) 0:2 Emmanuel Essogo (80.) |
| BATE Baryssau              | Andrej Kudrawez – Aljaksandr Martynau (68. Aljaksandr Schaszjuk), Sachar Wolkau, Sidi Bane, Sherif Jimoh – Waleryj Hromyka, Walerij Batscharou , Dsjanis Gratschicha – Zimafej Scharkouski (60. Uladsislau Malkewitsch), Dsmitrij Anzileuski (80. Aljaksandr Franzusau), Artem Kanzawy. Cheftrainer: Kirill Alscheuski            |
| FK Tarpeda-BelAS Schodsina | Jauhen Abramowitsch – Ihar Burko, Kirill Pramudrau , Kirill Gluschtschenkow, Uladsislau Mjalko – Oleksandr Batischtschew (90. Mikita Pazko), Maksim Mjakisch – Wadim Pabudsej (63. Dsmitrij Lisakowitsch), Aljaksandr Ksenafontau (54. Anton Kawaljow) – Walerij Garbatschyk (63. Emmanuel Essogo). Cheftrainer: Dsmitrry Molasch |
| Gelbe Karten               | Aljaksandr Martynau, Sachar Wolkau – Wadim Pabudsej, Maksim Mjakisch, Jauhen Schautschenka, Kirill Gluschtschenkow, Emmanuel Essogo, Anton Kawaljow |